# Hedge Row Trench Cemetery
Hedge Row Trench Cemetery is een kleine Britse militaire begraafplaats met gesneuvelden uit de Eerste Wereldoorlog, gelegen in het Belgische dorp Zillebeke, een deelgemeente van Ieper. De begraafplaats ligt 1,8 km ten zuidwesten van Zillebeke dorp in het provinciedomein De Palingbeek en is via een 300 m lang graspad bereikbaar vanaf de Verbrandemolenstraat. Ze werd ontworpen door John Truelove en wordt onderhouden door de Commonwealth War Graves Commission. Het terrein is 676 m² groot en is omgeven door een bakstenen muur. Het Cross of Sacrifice staat centraal opgesteld. 
Er liggen 96 Britten (waarvan 2 niet geïdentificeerd konden worden) en 2 Canadezen begraven.
Vlakbij bevinden zich ook nog Woods Cemetery en First D.C.L.I. Cemetery, The Bluff.

## Geschiedenis
De naam van deze begraafplaats heeft zijn oorsprong door een nabijgelegen boerderij die Hagereke heette, wat "hagen rij" betekent. Vroeger werd ze soms ook Ravine Wood Cemetery genoemd. De eerste slachtoffers werden er op 24 maart 1915 begraven en de laatste op 18 september 1917. Tijdens het Duitse lenteoffensief in april 1918 kwam dit terrein in handen van de Duitsers maar werd op 28 september 1918 heroverd door de Britten. Door de nabijheid van het Kanaal Ieper-Komen en de strategisch belangrijke hoogte The Bluff werd dit terrein door de hevige gevechten en artilleriebeschietingen zodanig beschadigd dat de graven niet meer gelokaliseerd konden worden. Daarom heeft men na de oorlog alle oorspronkelijke graven als Special Memorials opgericht en deze in een cirkel rondom het Cross of Sacrifice opgesteld.
De begraafplaats werd in 2009 als monument beschermd.

## Graven
- G. Wells, korporaal bij het London Regiment werd onderscheiden met de Military Medal (MM).
- Walter Alfred Stokes, schutter bij de Rifle Brigade was 17 jaar toen hij sneuvelde.